# 第四北越フィナンシャルグループ
株式会社第四北越フィナンシャルグループ（だいしほくえつフィナンシャルグループ、英: Daishi Hokuetsu Financial Group, Inc.）は、新潟県新潟市中央区に本社を置く金融持株会社である。

## 概要
2018年（平成30年）10月1日に設立された、設立時点で、新潟県の地方銀行で預金量第1位の第四銀行と第2位の北越銀行を傘下に持つ金融持株会社である。総資産は8兆7000億円（2018年3月末時点）で地銀15位となった。2021年（令和3年）1月1日に両行が合併し第四北越銀行となった。合併後には3年間で50店舗ほどの統廃合を行う方針を示している。

## 沿革
- 2018年（平成30年）
  - 9月25日 - 関東財務局より金融持株会社の設立が認可される[6][7]。
  - 10月1日 - 株式会社第四北越フィナンシャルグループ設立。本社を新潟市中央区に、登記上の本店を長岡市に置く。
- 2021年（令和3年）
  - 1月
    - 1日 - 第四銀行と北越銀行が合併し第四北越銀行が発足[8]。第四銀行が存続銀行となり、新潟市中央区に本店が置かれる[9]。
    - 29日 - 4月より新代表取締役社長に現取締役の殖栗道郎が就任することを発表。現社長の並木富士雄は代表取締役会長に、現会長の佐藤勝弥は取締役になり、佐藤は6月の株主総会で取締役を退任の予定。同時に、第四北越銀行側でも人事異動が発表され、殖栗が新頭取になることが発表。

  - 6月
    - 25日 - 登記上の本店を長岡市から新潟市中央区に変更。設立から3年足らずの変更に、旧北越銀行の本店所在地であった長岡市では、論争が巻き起こった。
- 2027年（令和9年）春 - 群馬銀行との経営統合に伴い商号変更予定[10]

## 関連会社
詳細は公式サイトのグループ企業一覧を参照。
- 株式会社第四北越銀行
- 株式会社第四北越キャリアブリッジ
- 第四北越証券株式会社 [注釈 1]
- 第四北越信用保証株式会社
- 第四北越キャピタルパートナーズ株式会社[注釈 2]
- 第四北越リサーチ&コンサルティング株式会社 [注釈 2]
- 第四北越リース株式会社
- 北越リース株式会社
- 株式会社第四北越ITソリューションズ
- 第四北越ジェーシービーカード株式会社[注釈 2]
- 第四ディーシーカード株式会社[注釈 2]
- 北越カード株式会社[注釈 3]
- 株式会社ブリッジにいがた[注釈 4]

## ブランディング

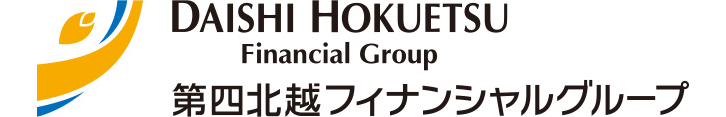

ロゴマークでは「黄金色」（後述）の比率の方が大きいが、コーポレートカラーは濃い青色の「紺碧色（こんぺきいろ）」で、「信頼」「誠実」「未来志向」や新潟県に面する日本海や県内を流れる阿賀野川、信濃川、広く深く澄み渡る青空をイメージさせる色として、「地域からの信頼を得ながら、未来に向けて持続的に成長していく姿を、この『紺碧色』で表現する」としている。
ロゴマークでは新潟県の地形を、大地を豊穣な稲穂の実りを表す「黄金色（こがねいろ）」と河川や日本海を表すコーポレートカラー「紺碧色」で表現しており、マーク左上の楕円形は「新潟の島々を稲穂にイメージ化」、上昇する2本のラインは第四・北越の「両行が1つの大きなうねりとなり、未来に向けて変化に果敢に挑戦し、地域へ貢献し続けていくこと」を表現している。